# Õha
Õha is een plaats in de Estlandse gemeente Saaremaa, provincie Saaremaa. De plaats heeft de status van dorp (Estisch: küla) en telt 4 inwoners (2021).
Tot in december 2014 behoorde Õha tot de gemeente Kaarma, tot in oktober 2017 tot de gemeente Lääne-Saare en sindsdien tot de fusiegemeente Saaremaa.

## Geschiedenis
Õha werd voor het eerst genoemd in 1731 onder de naam Öha Iacob, de naam van een boerderij (en ook van de boer). In 1744 werd een dorp Oeha genoemd. Het dorp lag op het landgoed van Eikla.
In 1977 werd Õha bij het buurdorp Piila gevoegd. In 1997 werd het weer een afzonderlijk dorp.